# ノーラ・ダン
ノーラ・ダン（Nora Dunn, 1952年4月29日 - ）は、アメリカ合衆国イリノイ州出身の女優である。

## 出演作品

### 映画
- エンド・オブ・ハイスクール Dude (2018)
- 恋するベーカリー
- スモーキング・ハイ
- サウスランド・テイルズ
- シュワルツェネッガーは行く!
- スライド
- ニューオーリンズ・トライアル
- ブルース・オールマイティ
- トラブル・キッズ マックス・キーブルの大逆襲
- ビッグ・マネー
- ハートブレイカー
- 2999年異性への旅
- エア・バディ2
- ピンク・ピンク・ライン
- スリー・キングス
- 最後の晩餐/平和主義者の連続殺人
- アイ・ラブ・トラブル
- ボーン・イエスタデイ
- ワーキング・ガール

### テレビシリーズ
- 23号室の小悪魔 シーズン1
- アントラージュ★オレたちのハリウッド シーズン8（マーカス）
- アントラージュ★オレたちのハリウッド シーズン7（マーカス）
- アントラージュ★オレたちのハリウッド シーズン6（マーカス）
- アントラージュ★オレたちのハリウッド シーズン3（マーカス）
- ハリーズ・ロー　裏通り法律事務所
- ディフェンダーズ　闘う弁護士
- プライベート・プラクティス3
- フィラデルフィアは今日も晴れ シーズン5
- NUMBERS 天才数学者の事件ファイル シーズン5
- クリミナル・マインド4 FBI行動分析課
- プッシング・デイジー 恋するパイメーカー シーズン2
- ボストン・リーガル シーズン5
- ボストン・リーガル シーズン4
- SHARK カリスマ敏腕検察官 シーズン2
- SHARK カリスマ敏腕検察官 シーズン1
- LAW & ORDER シーズン17
- ラリーのミッドライフ★クライシス シーズン2

### オリジナルビデオ
- 証人席の女/アンバー・フライ